# 上建部村
上建部村（かみたけべそん）は、岡山県御津郡にあった村。
現在の岡山市北区建部町品田、建部町建部上、建部町田地子、建部町富沢、建部町宮地に当たる。

## 沿革
- 1889年6月1日 - 町村制施行に伴い、津高郡品田村、建部上村、田地子村、富沢村、宮地村が合併し、上建部村となる。
- 1900年4月1日 - 津高郡が御野郡と合併し、御津郡となる。
- 1955年2月1日 - 御津郡建部村、赤磐郡竹枝村と合併、御津郡建部町となる。

## 現在の様子

### 教育

#### 小学校
- 岡山市立建部小学校

#### 中学校
- 岡山市立建部中学校

### 交通

#### 鉄道
旧村内に駅なし。JR津山線が通過するのみ。

#### 道路

##### 高速道路
旧村内を走る高速道路なし

##### 国道
- 国道484号

##### 県道
- 主要地方道
  - 岡山県道71号建部大井線

- 一般県道
  - 旧村内を走る一般県道なし

### 河川・山岳

#### 河川
- 旭川
- 田地子川

### 名所・旧跡・観光スポット・祭事・催事

#### 観光スポット
- 八幡温泉郷・やはたの里
- たけべの森公園

#### 祭事
- 建部祭り（10月第2日曜日）

### 寺院・神社

#### 寺院
- 妙浄寺

#### 神社
- 多自枯鴨神社
- 富沢神社
- 宮地神社
- 七社八幡宮